# Distintivi di grado e di qualifica italiani
Questa pagina contiene l'elenco dei distintivi da uniforme secondo la suddivisione gerarchica, per gradi militari, delle forze armate italiane e delle qualifiche dei corpi civili della Repubblica Italiana. È disciplinata dal d.lgs. 15 marzo 2010 ("Codice dell'ordinamento militare").
Ciò che nelle forze armate è il "grado militare", nelle forze di polizia è chiamata "qualifica" e ciò che nelle forze armate è definita "qualifica" nelle forze di polizia è chiamata "denominazione".
I codici di corrispondenza NATO riportati, aderenti alla pubblicazione APersP-01 Ed.A Ver.1 (STANAG 2116 LO edition 7) - NATO codes for grades of military personnel del 13 gennaio 2021, sono da riferirsi esclusivamente ai compiti militari delle forze armate e dei corpi di polizia a ordinamento militare.

## Ufficiali e corrispettivi
Gli ufficiali rappresentano il vertice della scala gerarchica dei gradi italiani e si dividono in:
- Ufficiali generali e ammiragli
- Ufficiali superiori
- Ufficiali inferiori

I gradi più alti della categoria sono quelli di generale e ammiraglio, conferiti al capo di stato maggiore della difesa o a incarichi nazionali e internazionali di pari responsabilità.
I codici di corrispondenza funzionale della NATO, per i gradi militari, comprendono i generali e gli ammiragli da OF-6 a OF-9, gli ufficiali superiori da OF-3 a OF-5 e gli ufficiali inferiori da OF-1 e OF-2 .

### Gradi e qualifiche della categoria
N.B. Per il Corpo dei Vigili del Fuoco sono stati introdotti, con D.M. Interno 10/02/2012, i nuovi gradi da spallina, più in linea con quelli degli altri corpi militari dello stato. Quelli qui riportati nella seguente tabella rimangono validi, ma come gradi da polso dell'uniforme di rappresentanza.
| Corpi dello Stato italiano | Esercito Italiano                                  | Marina Militare                                   | Aeronautica Militare                                | Arma dei Carabinieri                               | Guardia di Finanza                               | Polizia di Stato | Polizia Penitenziaria                                     | Corpo Nazionale dei Vigili del Fuoco                                                |                                                  |
| -------------------------- | -------------------------------------------------- | ------------------------------------------------- | --------------------------------------------------- | -------------------------------------------------- | ------------------------------------------------ | --- | --------------------------------------------------------- | ----------------------------------------------------------------------------------- | ------------------------------------------------ |
| Stemma araldico            |                                                    |                                                   |                                                     |                                                    |                                                  | |                                                           |                                                                                     |                                                  |
| Ordinamento                | militare                                           | militare                                          | militare                                            | militare                                           | militare                                         | civile | civile                                                    | civile                                                                              |                                                  |
| Dipendente da              | Ministero della difesa                             | Ministero della difesa                            | Ministero della difesa                              | Ministero della difesa                             | Ministero dell'economia e delle finanze          | Ministero dell'interno | Ministero della giustizia                                 | Ministero dell'interno                                                              |                                                  |
| Codici NATO                | Ufficiali generali e ammiragli (e corrispettivi)   | Ufficiali generali e ammiragli (e corrispettivi)  | Ufficiali generali e ammiragli (e corrispettivi)    | Ufficiali generali e ammiragli (e corrispettivi)   | Ufficiali generali e ammiragli (e corrispettivi) | Ufficiali generali e ammiragli (e corrispettivi)                                                                                                 | Ufficiali generali e ammiragli (e corrispettivi)          | Ufficiali generali e ammiragli (e corrispettivi)                                    | Ufficiali generali e ammiragli (e corrispettivi) |
| OF-9                       | generale                                           | ammiraglio                                        | generale                                            |                                                    |                                                  | |                                                           |                                                                                     |                                                  |
| OF-8                       | generale di corpo d'armata, con incarichi speciali | ammiraglio di squadra, con incarichi speciali     | generale di squadra aerea, con incarichi speciali   | generale di corpo d'armata, comandante generale    | generale di corpo d'armata, comandante generale  | capo della polizia - direttore generale della pubblica sicurezza                                                                                 | capo dipartimento dell'amministrazione penitenziaria      | capo dipartimento dei vigili del fuoco, del soccorso pubblico e della difesa civile |                                                  |
| OF-8                       | generale di corpo d'armata (tenente generale)      | ammiraglio di squadra (ammiraglio ispettore capo) | generale di squadra aerea (generale ispettore capo) | generale di corpo d'armata vicecomandante generale | generale di corpo d'armata comandante in seconda | Vice Direttore Generale con Funzioni Vicarie della Pubblica Sicurezza                                                                            | vice capo dipartimento dell'amministrazione penitenziaria | dirigente generale capo del corpo - vice capo dipartimento vicario                  |                                                  |
| OF-8                       | generale di corpo d'armata (tenente generale)      | ammiraglio di squadra (ammiraglio ispettore capo) | generale di squadra aerea (generale ispettore capo) | generale di corpo d'armata                         | generale di corpo d'armata                       | Vice Direttore Generale - Direttore Centrale Polizia Criminale Vice Direttore Generale per l'Attività di Coordinamento e Pianificazione Prefetto | Direttore dell'Istituto                                   | dirigente generale capo del corpo - vice capo dipartimento vicario                  |                                                  |
| OF-7                       | generale di divisione (maggior generale)           | ammiraglio di divisione (ammiraglio ispettore)    | generale di divisione aerea (generale ispettore)    | generale di divisione                              | generale di divisione                            | dirigente generale | dirigente generale                                        | dirigente generale                                                                  |                                                  |
| OF-6                       | generale di brigata (brigadier generale)           | contrammiraglio                                   | generale di brigata aerea (brigadier generale)      | generale di brigata                                | generale di brigata                              | dirigente superiore | dirigente superiore                                       | dirigente superiore                                                                 |                                                  |
|                            | Ufficiali superiori (e corrispettivi)              |                                                   |                                                     |                                                    |                                                  | |                                                           |                                                                                     |                                                  |
| OF-5                       | colonnello                                         | capitano di vascello                              | colonnello                                          | colonnello                                         | colonnello                                       | primo dirigente | primo dirigente                                           | primo dirigente                                                                     |                                                  |
| OF-4                       | tenente colonnello                                 | capitano di fregata                               | tenente colonnello                                  | tenente colonnello                                 | tenente colonnello                               | vicequestore | dirigente                                                 | direttore vicedirigente / direttore aggiunto coordinatore                           |                                                  |
| OF-3                       | maggiore                                           | capitano di corvetta                              | maggiore                                            | maggiore                                           | maggiore                                         | Vicequestore aggiunto | dirigente aggiunto                                        | direttore / direttore aggiunto                                                      |                                                  |
|                            | Ufficiali inferiori (e corrispettivi)              |                                                   |                                                     |                                                    |                                                  | |                                                           |                                                                                     |                                                  |
| OF-2                       | capitano                                           | tenente di vascello                               | capitano                                            | capitano                                           | capitano                                         | commissario capo | commissario capo                                          | vice direttore / vice direttore aggiunto                                            |                                                  |
| OF-1                       | tenente                                            | sottotenente di vascello                          | tenente                                             | tenente                                            | tenente                                          | commissario | commissario                                               | Nessun grado corrispettivo                                                          |                                                  |
| OF-1                       | sottotenente                                       | guardiamarina                                     | sottotenente                                        | sottotenente                                       | sottotenente                                     | vicecommissario ruolo direttivo ad esaurimento                                                                                                   | vicecommissario                                           | Nessun grado corrispettivo                                                          |                                                  |
| OF-D                       | Nessun grado corrispettivo                         | aspirante guardiamarina                           | Aspirante ufficiale                                 | Nessun grado corrispettivo                         | Nessun grado corrispettivo                       | Nessun grado corrispettivo | Nessun grado corrispettivo                                | Nessun grado corrispettivo                                                          |                                                  |
| Codici NATO                | Esercito Italiano                                  | Marina Militare                                   | Aeronautica Militare                                | Arma dei Carabinieri                               | Guardia di Finanza                               | Polizia di Stato | Polizia Penitenziaria                                     | Corpo Nazionale dei Vigili del Fuoco                                                |                                                  |

## Sottufficiali e corrispettivi
Nell'Arma dei Carabinieri e nella Guardia di Finanza sono chiamati marescialli e brigadieri ma sono inquadrati in due ruoli aventi diversa denominazione, i marescialli sono inquadrati nel ruolo degli ispettori e i brigadieri sono inquadrati nel ruolo dei sovrintendenti. Nelle forze di polizia a ordinamento civile il nome del ruolo e del grado coincidono, ispettori nel ruolo degli ispettori e sovrintendenti nel ruolo dei sovrintendenti.
I codici NATO, per i gradi militari della categoria dei sottufficiali, sono compresi tra OR-8 e OR-9 per il ruolo dei marescialli e per il ruolo degli ispettori e tra OR-5 a OR-7 per il ruolo dei sergenti e per il ruolo dei sovrintendenti.

### Gradi e qualifiche della categoria
Pur non riportato dalla tabella, è previsto il grado di Aiutante di Battaglia per quanto riguarda forze armate e carabinieri, dall'art.1328 del Codice dell'Ordinamento Militare: 
N.B. Per il Corpo dei Vigili del Fuoco sono stati introdotti, con D.M.Interno 10/02/2012, le nuove insegne da spallina, più in linea con quelli degli altri corpi militari dello stato. Quelli qui riportati per le qualifiche superiori a caporeparto rimangono validi ma come gradi da polso dell'uniforme di rappresentanza.
La denominazione delle qualifiche apicali del ruolo dei sergenti delle Forze armate è stata oggetto di recente modifica, a decorrere dal 28 agosto 2022, con la Legge 5 agosto 2022 n.119.
| Stemma araldico |                                                             |                                                             |                                                             |                                                             |                                                             |                                                             |                                                             |                                                             |                                                             |                                                             |
| Ordinamento     | militare                                                    | militare                                                    | militare                                                    | militare                                                    | militare                                                    | civile                                                      | civile                                                      | civile                                                      |                                                             |                                                             |
| Dipendente da   | Ministero della difesa                                      | Ministero della difesa                                      | Ministero della difesa                                      | Ministero della difesa                                      | Ministro dell'economia e delle finanze                      | Ministero dell'interno                                      | Ministero della giustizia                                   | Ministero dell'Interno                                      |                                                             |                                                             |
| Codici NATO     | Categoria dei sottufficiali - marescialli (e corrispettivi) | Categoria dei sottufficiali - marescialli (e corrispettivi) | Categoria dei sottufficiali - marescialli (e corrispettivi) | Categoria dei sottufficiali - marescialli (e corrispettivi) | Categoria dei sottufficiali - marescialli (e corrispettivi) | Categoria dei sottufficiali - marescialli (e corrispettivi) | Categoria dei sottufficiali - marescialli (e corrispettivi) | Categoria dei sottufficiali - marescialli (e corrispettivi) | Categoria dei sottufficiali - marescialli (e corrispettivi) | Categoria dei sottufficiali - marescialli (e corrispettivi) |
| OR-9            | primo luogotenente                                          | primo luogotenente                                          | primo luogotenente                                          | luogotenente carica speciale                                | luogotenente cariche speciali                               | sostituto commissario coordinatore                          | sostituto commissario coordinatore                          | Nessun grado corrispettivo                                  |                                                             |                                                             |
| OR-9            | luogotenente                                                | luogotenente                                                | luogotenente                                                | luogotenente                                                | luogotenente                                                | sostituto commissario                                       | sostituto commissario                                       | Nessun grado corrispettivo                                  |                                                             |                                                             |
| OR-9            | primo maresciallo                                           | primo maresciallo                                           | primo maresciallo                                           | Maresciallo Maggiore                                        | maresciallo aiutante                                        | ispettore superiore                                         | ispettore superiore                                         | Nessun grado corrispettivo                                  |                                                             |                                                             |
| OR-8            | maresciallo capo                                            | capo di prima classe                                        | maresciallo di prima classe                                 | maresciallo capo                                            | maresciallo capo                                            | ispettore capo                                              | ispettore capo                                              | ispettore antincendi coordinatore                           |                                                             |                                                             |
| OR-8            | maresciallo ordinario                                       | capo di seconda classe                                      | maresciallo di seconda classe                               | maresciallo ordinario                                       | maresciallo ordinario                                       | ispettore                                                   | ispettore                                                   | ispettore antincendi esperto                                |                                                             |                                                             |
| OR-8            | maresciallo                                                 | capo di terza classe                                        | maresciallo di terza classe                                 | maresciallo                                                 | maresciallo                                                 | viceispettore                                               | viceispettore                                               | ispettore antincendi                                        |                                                             |                                                             |
| Codici NATO     | Categoria dei sottufficiali - sergenti (e corrispettivi)    | Categoria dei sottufficiali - sergenti (e corrispettivi)    | Categoria dei sottufficiali - sergenti (e corrispettivi)    | Categoria dei sottufficiali - sergenti (e corrispettivi)    | Categoria dei sottufficiali - sergenti (e corrispettivi)    | Categoria dei sottufficiali - sergenti (e corrispettivi)    | Categoria dei sottufficiali - sergenti (e corrispettivi)    | Categoria dei sottufficiali - sergenti (e corrispettivi)    | Categoria dei sottufficiali - sergenti (e corrispettivi)    | Categoria dei sottufficiali - sergenti (e corrispettivi)    |
| OR-7            | sergente maggiore aiutante                                  | secondo capo aiutante                                       | sergente maggiore aiutante                                  | brigadiere capo qualifica speciale                          | brigadiere capo qualifica speciale                          | sovrintendente capo coordinatore                            | sovrintendente capo coordinatore                            | Nessun grado corrispettivo                                  |                                                             |                                                             |
| OR-7            | sergente maggiore capo                                      | secondo capo scelto                                         | sergente maggiore capo                                      | brigadiere capo                                             | brigadiere capo                                             | sovrintendente capo                                         | sovrintendente capo                                         | caporeparto                                                 |                                                             |                                                             |
| OR-6            | sergente maggiore                                           | secondo capo                                                | sergente maggiore                                           | brigadiere                                                  | brigadiere                                                  | sovrintendente                                              | sovrintendente                                              | caposquadra esperto                                         |                                                             |                                                             |
| OR-5            | sergente                                                    | sergente                                                    | sergente                                                    | vicebrigadiere                                              | vicebrigadiere                                              | vice sovrintendente                                         | vice sovrintendente                                         | caposquadra                                                 |                                                             |                                                             |
| Codici NATO     | Esercito Italiano                                           | Marina Militare                                             | Aeronautica Militare                                        | Arma dei Carabinieri                                        | Guardia di Finanza                                          | Polizia di Stato                                            | Polizia Penitenziaria                                       | Corpo Nazionale dei Vigili del Fuoco                        |                                                             |                                                             |

## Graduati e corrispettivi
La categoria dei graduati è gerarchicamente superiore alla categoria dei militari di truppa.
Nelle forze armate la categoria dei graduati comprende il ruolo dei volontari in servizio permanente, nell'Arma dei Carabinieri comprende il ruolo degli appuntati e carabinieri e nella Guardia di Finanza comprende il ruolo degli appuntati e finanzieri.
Nelle forze di polizia dello Stato a ordinamento civile sono inquadrati nel ruolo degli agenti e assistenti.
I gradi militari della categoria dei graduati sono tutti identificati con il codice NATO OR-4.
La denominazione dei gradi e qualifiche apicali del ruolo dei volontari in servizio permanente delle Forze armate è stata oggetto di recente modifica, a decorrere dal 28 agosto 2022, con la Legge 5 agosto 2022 n.119.

### Gradi e qualifiche delle categorie
| Stemma araldico |                                          |                                          |                                          |                                          |                                          |                                          |                                          |                                          |                                          |                                          |
| Ordinamento     | militare                                 | militare                                 | militare                                 | militare                                 | militare                                 | civile                                   | civile                                   | civile                                   |                                          |                                          |
| Dipendente da   | Ministero della difesa                   | Ministero della difesa                   | Ministero della difesa                   | Ministero della difesa                   | Ministero dell'economia e delle finanze  | Ministero dell'interno                   | Ministero della giustizia                | Ministero dell'interno                   |                                          |                                          |
| Codici NATO     | Categoria dei graduati (e corrispettivi) | Categoria dei graduati (e corrispettivi) | Categoria dei graduati (e corrispettivi) | Categoria dei graduati (e corrispettivi) | Categoria dei graduati (e corrispettivi) | Categoria dei graduati (e corrispettivi) | Categoria dei graduati (e corrispettivi) | Categoria dei graduati (e corrispettivi) | Categoria dei graduati (e corrispettivi) | Categoria dei graduati (e corrispettivi) |
| OR-4            | graduato aiutante                        | sottocapo aiutante                       | graduato aiutante                        | appuntato scelto qualifica speciale      | appuntato scelto qualifica speciale      | assistente capo coordinatore             | assistente capo coordinatore             | Nessun grado corrispettivo               |                                          |                                          |
| OR-4            | primo graduato                           | sottocapo scelto                         | primo graduato                           | appuntato scelto                         | appuntato scelto                         | assistente capo                          | assistente capo                          | vigile del fuoco coordinatore            |                                          |                                          |
| OR-4            | graduato capo                            | sottocapo di prima classe                | primo aviere capo                        | appuntato                                | appuntato                                | assistente                               | assistente                               | vigile del fuoco esperto                 |                                          |                                          |
| OR-4            | graduato scelto                          | sottocapo di seconda classe              | primo aviere scelto                      | carabiniere scelto                       | finanziere scelto                        | agente scelto                            | agente scelto                            | vigile del fuoco qualificato             |                                          |                                          |
| OR-4            | graduato                                 | sottocapo di terza classe                | aviere capo                              | carabiniere                              | finanziere                               | agente                                   | agente                                   | Nessun grado corrispettivo               |                                          |                                          |

## Truppa
La categoria dei militari di truppa comprendono i volontari in ferma prefissata e gli allievi delle scuole e delle accademie.
I volontari in ferma prefissata sono attualmente distinti in due ruoli (in soppressione): VFP1 (volontari in ferma prefissata di un anno) con ultimi reclutamenti nell'anno 2022, e VFP4 (volontari in ferma prefissata quadriennale) con ultimi reclutamenti nell'anno 2024.
La legge 5 agosto 2022 n.119, ha previsto che i VFP1 e i VFP4 verranno sostituiti da ulteriori due ruoli: VFI (volontari in ferma prefissata iniziale) e VFT (volontari in ferma prefissata triennale), entrambi con una ferma di 3 anni (per i VFI è prevista una rafferma di un anno prorogabile di un altro anno).
Il transito da VFP1 a VFP4 avviene per concorso interno riservato ai VFP1, in servizio o congedati, che abbiano completato la ferma; stesso iter è previsto per il transito da VFI a VFT.
I VFP4 e i VFT possono transitare nel ruolo dei militari in servizio permanente (VSP), nella categoria dei graduati, per concorso interno: la progressione da VFP1 a VFP4 (e da VFI a VFT) a VSP è da considerarsi lo sviluppo naturale di carriera per il personale delle forze armate (escluse l'Arma dei Carabinieri e la Guardia di Finanza che non hanno la figura dei militari in ferma prefissata nel loro ordinamento).
I ruoli del personale in servizio temporaneo, della categoria dei militari di truppa delle Forze Armate italiane, hanno assunto nel tempo svariate denominazioni, tra cui volontari in ferma prolungata (VFP), volontari in ferma annuale (VFA) e volontari in ferma breve (VFB), oggi soppressi.
I gradi della categoria dei militari di truppa sono compresi nei codici NATO da OR-1 a OR-3.
Il soldato, il comune di seconda classe, l'aviere e gli allievi sono definiti militari senza grado.
I VFP1 e i VFI sono militari senza grado, i VFP4 e i VFT acquisiscono il grado di caporale (ed equivalente) al transito in detto ruolo ed il grado di caporal maggiore (ed equivalente) dopo almeno 18 mesi; solo i VFP4, quando raffermati dopo il 4º anno, possono inoltre rivestire il grado iniziale della categoria dei graduati, senza però transitare in tale categoria.
Con la Legge 5 agosto 2022 n.119, a decorrere dal 28 agosto 2022, il grado di sottocapo è stato ridenominato in comune scelto.

### Gradi e qualifiche delle categorie
| Corpi dello Stato italiano | Esercito Italiano                | Marina Militare                  | Aeronautica Militare             |
| -------------------------- | -------------------------------- | -------------------------------- | -------------------------------- |
| Stemma araldico            |                                  |                                  |                                  |
| Ordinamento                | militare                         | militare                         | militare                         |
| Dipendente da              | Ministero della difesa           | Ministero della difesa           | Ministero della difesa           |
| Codici NATO                | Categoria dei militari di truppa | Categoria dei militari di truppa | Categoria dei militari di truppa |
| OR-3                       | caporal maggiore                 | comune scelto                    | primo aviere                     |
| OR-2                       | caporale                         | comune di prima classe           | aviere scelto                    |
| OR-1                       | soldato                          | comune di seconda classe         | aviere                           |
| Codici NATO                | Esercito Italiano                | Marina Militare                  | Aeronautica Militare             |

L'art. 32 del decreto legislativo 5 ottobre 2000, n. 298, Riordino del reclutamento, dello stato giuridico e dell'avanzamento degli ufficiali dell'Arma dei carabinieri, a norma dell'articolo 1 della legge 31 marzo 2000, n. 78 ha stabilito, con decorrenza dal 15 marzo 2001, l'equiparazione tra i gradi e le qualifiche dei ruoli normali degli ufficiali dell'Arma dei carabinieri e del Corpo della guardia di finanza con i funzionari delle altre forze di polizia come di seguito indicato:
1. generale di corpo d'armata: dirigente generale di livello B, ora prefetto;[13]
2. generale di divisione: dirigente generale;
3. generale di brigata: dirigente superiore;
4. colonnello: primo dirigente;
5. tenente colonnello-maggiore: vicequestore aggiunto;
6. capitano: commissario capo;
7. tenente: commissario.

Analoghe modalità di equiparazione si applicano agli ufficiali in servizio permanente degli altri ruoli e ai funzionari degli omologhi ruoli della Polizia di stato, equiparando, altresì, il sottotenente al vicecommissario.
A decorrere dalla stessa data di cui al comma 1, gli effetti dell'equiparazione disposta dai commi 1 e 2 sono estesi agli ufficiali in servizio permanente dei corrispondenti gradi e ruoli dell'Esercito, della Marina e dell'Aeronautica, nonché agli ufficiali piloti in ferma dodecennale di cui alla legge 19 maggio 1986, n. 224.
La norma di cui sopra ha generato una discrasia tra i distintivi di grado in uso agli ufficiali (direttivi) appartenenti alle forze di polizia a ordinamento militare e quelli in uso ai funzionari (direttivi) appartenenti alle forze di polizia a ordinamento civile a essi equiparati. Tale discrasia si è risolta con l'introduzione dei nuovi distintivi di qualifica che hanno sostituito quelli che ancora richiamavano i corpi militari.

### Atti normativi
- Decreto legislativo 15 marzo 2010, n. 66, in materia di "Codice dell'ordinamento militare."
- Decreto del presidente della Repubblica 15 marzo 2010, n. 90, in materia di "Testo unico delle disposizioni regolamentari in materia di ordinamento militare."